# Картавых, Александр Григорьевич
Картавых Александр Григорьевич — советский металлург, Герой Социалистического Труда.

## Биография
Родился 6 января 1924 года в селе Долганка на Алтае.
В 1936 г. вместе с матерью и родственниками переехал в Сталинск. В 1940 году после окончания 7 классов устроился на работу в ремонтно-строительный цех Кузнецкого металлургического комбината. Потом перешёл в листопрокатный цех вырубщиком металла. С 1949 по 1968 гг. А. Г. Картавых работал старшим вальщиком в листопрокатном цехе.
Бригада Картавых одна из первых в цехе завоевала звание коллектива коммунистического труда. 19 июля 1958 г. Картавых Александру Григорьевичу было присвоено звание Героя социалистического труда.
С 1959 по 1978 годы был депутатом Сталинского (Новокузнецкого) горсовета.
В 1962 году избран в Верховный совет СССР. Был членом президиума Верховного совета СССР. На посту депутата он помогал Новокузнецку. Помогал достраивать драмтеатр и автовокзал. Содействовал согласованию генплана Новокузнецка.
В 1967 году закончил Кузнецкий металлургический техникум.
24 октября 1967 года стал Почётным гражданином Новокузнецка (одним из первых).
В 1968—1969 гг. А. Г. Картавых был председателем комиссии охраны труда заводского комитета профсоюзов, в 1969—1970 гг. — сменным мастером, в 1970—1974 гг. — начальником смены листопрокатного цеха, в 1974—1981 гг. — председателем цехового комитета профсоюза, в 1982—1986 гг. — слесарем листопрокатного цеха.
C 1988 г. — пенсионер.
Председатель Совета клуба «Золотые кавалеры».

## Награды
- орден Трудового Красного Знамени (1952 г.),
- орден Ленина (1958 г.),
- орден Октябрьской Революции (1971 г.),
- медаль «За доблестный труд в Великой Отечественной войне 1941—1945 гг.»,
- медаль «За трудовое отличие» (1949 г.),
- медаль «За доблестный труд. В ознаменование 100-летия со дня рождения В. И. Ленина» (1970 г.).